# Eesti Post
Die Eesti Post ist das nationale Postunternehmen Estlands. Das Unternehmen in der heutigen Form wurde 1991 gegründet und beschäftigt rund 2300 Mitarbeiter. Hauptsitz der Eesti Post ist die estnische Hauptstadt Tallinn und über das Land verteilt betreibt das Unternehmen 68 Postämter und 87 Service points (Stand 2022) und ist außerdem in Lettland und Litauen tätig. Seit 2014 ist Eesti Post nur noch der Name der estnischen Tochtergesellschaft der Omniva Group.
Am 30. April 1992 trat das Unternehmen erneut dem Weltpostverein bei. Die Ausgabe der ersten estnischen Briefmarken nach der Unabhängigkeit des Landes von der Sowjetunion erfolgte am 1. Oktober 1991. Von 1993 bis zur Einführung des Euro im Januar 2011 wurden die Briefmarken in der estnischen Krone ausgegeben.

## Geschichte
Die Anfänge des estnischen Postsystems gehen ins 17. Jahrhundert zurück, als die schwedische Regierung unter der damaligen Königin Christina im Jahr 1638 das schwedische Postdekret auf Estland und Livland ausweitete.
Im Jahr 1917 hatte die estnische Post 157 über das gesamte Land verteilte Postämter. Nach der Besetzung des estnischen Territoriums durch deutsche Truppen im Verlauf des Ersten Weltkrieges übernahmen die Besatzer das Hauptpostamt in Tallinn und lösten das bis dahin existierende Postsystem des Landes auf. Nach Ende des Krieges wurde die estnische Post am 13. November 1918 neu gegründet, und neun Tage später, am 22. November 1918 erschien die erste Briefmarke. Am 19. Mai 1922 trat die estnische Post erstmals dem Weltpostverein bei. Während des Zweiten Weltkrieges geriet die Post wieder unter den Einfluss der Kriegswirren, konnte jedoch den Betrieb aufrechterhalten. Zum Ende des Krieges im Jahr 1945 verfügte Estland über ein Hauptpostamt, elf Verwaltungszentren, 206 Postämter sowie 404 Postagenturen. In den folgenden Jahren wurde das Postsystem weiter ausgebaut. Ab 1955 erfolgte die zunehmende Motorisierung der Postbeförderung, die bis dahin überwiegend mittels Pferden erfolgt war.
Im Zuge der Erlangung der Unabhängigkeit Estlands von der Sowjetunion wurde am 1. Juni 1991 die heutige Eesti Post als staatliches Postunternehmen gegründet.
Im Jahr 2014 änderte das Unternehmen seinen Namen zu Omniva und behielt Eesti Post nur für die Postämter und Briefpost in Estland bei. Neben Eesti Post gehören Payment Centre Estonia Ltd, die Omniva UAB in Litauen und die Omniva SIA in Lettland zu den Tochtergesellschaften der Omniva Group. Omniva ist zu 100 % im Besitz des Staats Estland.

## Geschäftszahlen
Im Jahr 2022 machte die Omniva Gruppe mit durchschnittlich 2.471 Mitarbeitern (davon 1.692 bei Eesti Post) einen Umsatz von 122,9 Millionen Euro und erwirtschaftete einen Nettogewinn von 25,4 Millionen Euro.